# Gare de Mohammédia
Ne doit pas être confondu avec Gare de Mohammadia.
La gare de Mohammédia est une gare ferroviaire marocaine, située à Mohammédia chef-lieu de la préfecture de Mohammédia dans la région de Casablanca-Settat.
C'est une gare de l'Office national des chemins de fer (ONCF) desservie notamment par le train navette rapide (TNR).

## Histoire
La gare de Mohammédia est rénovée en 2009. La nouvelle gare, s'étend sur 1360 m2, a nécessité un investissement de 15 millions de dirhams. Elle est dotée d'équipements modernes avec un hall voyageurs spacieux, plusieurs guichets de billetterie, une signalétique lumineuse, des locaux sanitaires, des bancs sur les quais et dans le hall, des abris pour voyageurs, des locaux commerciaux, une buvette et un parc, avec une capacité de 220 voitures, de 4600 m2

## Service des voyageurs

### Accueil
Gare de l'ONCF, elle dispose d'un bâtiment voyageurs, avec guichets et divers services.

### Desserte
Mohammédia est notamment desservie par le train navette rapide (TNR) de la relation Casablanca - Kénitra

### Intermodalité
La gare est desservie par les lignes de bus Casabus  M01   M05   32D   800   900   902   903   904   905   907  et par les lignes Lux Transports  01   02   03 .